# تایلا
تایلا لورا سیتال (انگلیسی: Tyla Laura Seethal؛ زادهٔ ۳۰ ژانویه ۲۰۰۲) که با تک‌نام تایلا شناخته می‌شود، خواننده و ترانه‌پرداز اهل آفریقای جنوبی است. او زاده و بزرگ شده در ژوهانسبورگ است. تایلا در سال ۲۰۲۱ پس موفقیت داخلی در آمریکا با انتشار تک‌آهنگ «داره دیر میشه» در سال ۲۰۱۹، با اپیک رکوردز قرارداد امضا کرد. سپس او با انتشار تک‌آهنگ «آب» در سال ۲۰۲۳ به شهرت جهانی رسید. او در شصت و ششمین مراسم جوایز گرمی در سال ۲۰۲۴، برندهٔ جایزه شد. تایلا جوانترین آرتیست آفریقایی است که جایزهٔ گرمی برنده شده است.